# Камбуров, Вячеслав Георгиевич
Вячеслав Георгиевич Камбуров (25 декабря 1874 (6 января 1875), Мариуполь — 7 (20) января 1906, Томск) — русский юрист и философ, коллежский секретарь (1900), исправлял должность (и.д.) экстраординарного профессора на кафедре энциклопедии права и истории философии права, относившейся к юридическому факультету Томского университета; по своим философским взглядам являлся решительным противником материализма и позитивизма.

## Биография
Вячеслав Камбуров родился 25 декабря 1874 (6 января 1875) года в Мариуполе, в купеческой семье: его родители владели домом. В 1897 году он окончил юридический факультет Императорского Киевского университета Святого Владимира (с дипломом второй степени). Будучи студентом, он получил золотую медаль за свой сочинение о работах философов Гоббса, Локка и Мильтона; среди его киевских преподавателей были профессора философии Евгений Трубецкой и Георгий Челпанов.
После получения высшего образования Вячеслав Камбуров был оставлен на кафедре энциклопедии права родного университете — для подготовки к получению профессорского звания. 9 февраля 1898 года он стал младшим кандидатом на должности по судебному ведомству Киевской судебной палаты; через два года, 16 мая 1900, он стал старшим кандидатом. 21 марта того же, 1900, года он занял пост заведующего первым следственным участком Васильковского уезда. Одновременно Камбуров выдержал в университете экзамен на магистра (1900) — после пробной лекции на тему «Принцип разделения властей и его значение в науке» он получил звание приват-доцента.
28 сентября 1900 года Вячеслав Камбуров стал приват-доцентом в Киевского университете, где он начал читать необязательный курс по истории философии права. В 1901 году он был отправлен в командировку в Европу, с научными целями: во время этой поездки работал в библиотеке университета в Лондоне и слушал курс лекций по философии, читавшийся немецким философом-неокантианцем Фридрихом Паульсеном (1846—1908) в Берлинском университете; кроме того он продолжал образование в Париже, где его научным руководителем стал государствовед А. Мишель. В итоге, Камбуров стал первым популяризатором государствоведения в Российской империи.
23 августа 1903 года Вячеслав Камбуров стал исправляющим должность экстраординарного профессора на кафедре энциклопедии права и истории философии права, относившейся к юридическому факультету Томского университета; читал два курса: по энциклопедии права и философии права. Его вечерние практические занятия («семинарии») по общей философии пользовались популярностью; в 1904 году по его инициативе был создан философский кружок. 7 января 1906 года Камбуров скончался от язвы кишечника, вызвавшей кишечное кровоизлияние.

## Работы
Научные интересы Вячеслава Камбурова были широки: он являлся автором ряда работ по общим вопросам теории права, энциклопедии права и философии права. Кроме того он написал и несколько рецензий и небольших работ по философии и общей теории права. Разделял воззрения философа Владимира Соловьёва — был решительным противником материализма и позитивизма. В последние два года своей жизни работал над книгой о философии Гоббса, часть материалов для которой он собрал в Англии: работа была завершена профессором Иосифом Михайловским.
- Литературное обозрение // Журнал Министерства Юстиции. СПб., 1904. № 7;
- К вопросу об отношении философии к юриспруденции. Томск, 1904;
- Идея государства у Гоббса. Посмертное издание с предисловием И. В. Михайловского, проф. Томского университета. Киев, 1906;
- К столетию со дня смерти Канта: Речь, читанная 2 мая 1904 г. в годичном собрании Юридического общества при Императорском Томском университете // Известия Томского университета. 1907. Кн. 29; 2-е изд. Томск, 1906;
- Юридический метод в государствоведении // Журнал Министерства юстиции. 1908. Сентябрь.

## Семья
Вячеслав Камбуров был женат на Елене Васильевне (Вильгельмовне), в девичестве — Гергард.

## Архивные источники
- Государственный архив Томской области (ГАТО). Ф. 102. Оп. 9. Д. 272;